# Ур-фашизм
Ур-фашизм, або вічний фашизм — термін, введений Умберто Еко і означає транскультурний і трансепохальний феномен агресивної ультраправої ідеології. Ур-фашизм може диктуватися зверху або існувати в окремо взятій голові. Набір ознак ур-фашизму Умберто Еко перерахував у своєму циклі «П'ять есе на теми етики».
Про ур-фашизм зазвичай говорять як про явище політичне чи філософське, але ур-фашизм діє і в мистецтві, і проявляє себе в точно такій же формі, як і всі категорії нетерпимості.

## Основні ознаки фашизму
В своєму ессе «Вічний Фашизм», Еко навів список з 14-ти основних ознак фашизму в певному суспільстві/країні:
1. «Культ традиції», що характеризується синкретичністю, схрещуванням різних вірувань і обрядів, незважаючи на їх протиріччя. Навчання новому неможливе, так як Традиція вже знайшла істину, яку ми можемо тільки тлумачити чи роз'яснювати.
2. «Відмова від модернізму», яка бачить розвиток з часів Просвітництва як занепад та деградацію цивілізації. Еко відокремлює це від відмови від базового технологічного прогресу, оскільки багато фашистських режимів посилаються на свою промислову потужність як на доказ життєздатності своєї системи.
3. Культ дії заради дії», який диктує, що дія сама по собі має цінність і повинна здійснюватися без інтелектуальних роздумів. Це, згідно Еко, часто проявляється в анти-інтелектуалізмі і атаці сучасної культури та науки.
4. «Незгода – це зрада» – фашизм знецінює інтелектуальне обговорення і критичне мислення, так як вони викривають суперечності в синкретичній вірі.
5. «Страх різниці», який фашизм прагне використати та посилити, часто у формі расизму чи закликах проти іноземців та іммігрантів.
6. «Звернення до розчарованого середнього класу», який може страждати від економічної кризи чи політичного розчарування і боїться тиску з боку нижчих соціальних груп.
7. «Одержимість змовою», яка одночасно йде ззовні та зсередини. Послідовники мають почувати себе в облозі, часто за допомогою ксенофобії, але разом з тим боятися внутрішнього саботажу з боку меншин. Згідно Еко, євреї часто стають ціллю через свій інтернаціональний статус.
8. Вороги мають бути «занадто сильними і в той же час занадто слабкими». Прибічники фашизму мають почувати приниження від сили та багатства їх ворогів, і в той самий час мають бути переконані, що можуть запросто перемогти опонента. "Фашистські уряди приречені програвати війни, тому що вони на державному рівні не спроможні правильно оцінити силу ворога".
9. «Пацифізм – це торгівля з ворогом», тому що «Життя – це постійна війна» – завжди має бути ворог, якого треба побороти. Мир може настати тільки після перемоги однієї сторони над іншою. Таким чином є проблема несумісності остаточної перемоги з нескінченною війною.
10. «Зневажливе ставлення до слабких», яке поєднується з шовіністичною «народною елітарністю», де кожен громадянин кращий за чужинців через належність до своєї групи. Еко бачить у цих настроях корінь глибокої напруги в ієрархічній структурі фашистських держав, оскільки вони заохочують лідерів зневажати своїх підлеглих, аж до вищого Лідера, який зневажає всю країну за те, що вона дала йому підкорити себе.
11. «Всі виховуються, щоб стати героями», що веде до прийняття культу смерті. Як зауважує Еко, «герою фашизму не терпиться померти. У своєму нетерпінні він частіше посилає інших людей на смерть».
12. «Мачоізм», який перетягує героїзм та вічну війну в сферу статевих відносин. Таким чином, фашисти тримають «як зневагу до жінок, так і нетерпимість і засудження нестандартних сексуальних звичок, від цнотливості до гомосексуальності».
13. «Вибірковий популізм» – народ виставляється монолітною сутністю, яка має спільну волю, відмінну від точки зору будь-якого окремого індивіду та вищу за неї. Оскільки жодна маса людей ніколи не може бути по-справжньому одностайною, Лідер виступає як інтерпретатор народної волі (хоча справді він її диктує). Фашисти використовують цю концепцію, щоб делегітимізувати демократичні інстанції, які вони звинувачують у тому, що вони «більше не представляють Голос народу».
14. «Новомова» – фашизм використовує і сприяє збідненому словниковому запасу, щоб обмежити критичне міркування[1].